# Курц, Александр Леонидович
Александр Леонидович Курц (2 февраля 1937, Москва, СССР — 4 сентября 2003, Москва) — российский химик-органик, доктор химических наук, профессор кафедры органической химии МГУ им. М. В. Ломоносова, Заслуженный профессор Московского университета.

## Ранние годы
Александр Леонидович Курц родился в Москве, в доме, принадлежавшем его семье. Отец Александра Леонидовича, Курц Леонид Иосифович, был музыкантом, участвовал в Великой Отечественной войне, был ранен. После войны был репрессирован. Мать, Петунникова Лидия Владимировна, происходила из старинной дворянской семьи, состоявшей в родстве с Пушкиным и Бернулли. Его дед А. П. Могилевский был известным советским и российским художником и иллюстратором. Прадед А. Л. Курца, Алексей Николаевич Петунников, был ботаником, профессором Московского университета .
В 1945 А. Л. Курц пошел в школу № 103 с высоким уровнем преподавания. В старших классах школы главным его увлечением стала химия. Также он посещал лекции А. Н. Несмеянова в МГУ по органической химии и посещал кружок по органической химии при МХТИ им. Д. И. Менделеева.

## Образование
После школы в 1954 г. А. Л. Курц поступил в МХТИ им. Д.И.Менделеева. В студенческие годы он серьезно занимался научной работой, по результатам которой ещё в годы учёбы были опубликованы первые статьи, сделаны первые доклады. В 1959 закончил МХТИ и по распределению был принят на работу в Институт природных соединений АН СССР, где проработал 2 года.

## Научная деятельность
В 1961 г. А. Л. Курц поступил по конкурсу в аспирантуру химического факультета Московского университета, где работал над проблемой механизмов замещения у ароматического атома углерода в ряду ртутно-органических соединений. В 1966 г. защитил кандидатскую диссертацию по теме «Электрофильное замещение у ароматического атома углерода, механизмы прото- и галомеркурирования ароматических ртутноорганических соединений.», после чего областью его научных интересов стала двойственная реакционная способность амбидентных енолят-ионов — одна из фундаментальных проблем органической химии. А. Л. Курцем совместно с академиками О. А. Реутовым и И. П. Белецкой экспериментально обнаружены и затем теоретически сформулированы основные закономерности, контролирующие реакционную способность амбидентных анионов. Исследование данной фундаментальной проблемы составило предмет докторской диссертации А. Л. Курца «Реакционная способность амбидентных енолят-ионов» , которую он защитил в 1975 г. Эта тематика получила свое развитие и в его последующих публикациях. В 1983 г. в США в издательстве «Plenum Press» вышла его монография «Амбидентные анионы»  эта тема в настоящее время входит в лекционные курсы по органической химии для студентов и аспирантов.
Под руководством профессора А. Л. Курца разработаны удобные и доступные технологичные методы синтеза феромонов чешуекрылых  — веществ, имеющих большое значение для борьбы с сельскохозяйственными вредителями.

## Педагогическая деятельность
Во время работы в Московском университете А. Л. Курц читал курс по органической химии для студентов 3 курса, он полностью переработал и обновил программу этого курса, в настоящее время она принята в качестве базисной для студентов-химиков многих университетов России. В большей мере на основе этого курса А.Л. Курцом в соавторстве с О.А. Реутовым был написан учебник по органической химии, вышедший в серии "Классический университетский учебник" и неоднократно переиздававшийся. 
Подготовил семь кандидатов наук, опубликовал 150 научных работ, в том числе 15 методических разработок для студентов и аспирантов. 

## Научные труды
1. Курц А. Л. Задачи по органической химии с решениями. Учеб.пособие для студентов вузов. Москва: БИНОМ. Лаборатория знаний. 2004 г. 350 с.
2. Reutov O. A., Beletskaya I. P., Kurts A. L. Ambident Anions. New York: Consultant Bureau, 1983.
3. Матвеева Е. Д., Курц А. Л., Бундель Ю. Г. Синтез феромонов Lepidoptera // Усп. хим., 55:7 (1986), 1198–1231; Russian Chem. Reviews, 55:7 (1986), C. 672–689
4. Kurts A. L.,Genkina N. K., Macias A., Beletskaya L. P., Reutov O. A. Reactivity of ambident anions : Hardness of alkyl groups and symbiotic effect in alkylation of ambient anions // Tetrahedron, I.27, №19. 1971. P.4777-4785
5. Kurts A. L., Demyanov P. I., Beletskaya I. P., Reutov O. A. Acidities of some beta-dicarbonyl compounds in dimethylformamide // Вестник Московского университета. Серия 2: Химия, 1974. №5. C.597–600
6. Kurts A. L., Demyanov P. I., Beletskaya I. P., Reutov O. A. Effect of macrocyclic (kraun) polyesters on alkylation course of alkali enolates of acetoacetic ester - solvation of ambidental anion of acetoacetic acid by dipolar aprotic solvents // ZHURNAL ORGANICHESKOI KHIMII. I.9, №7. 1973, P.1313–1318.